# Lutte aux Jeux méditerranéens de 2022
 (juin 2022).
Si vous disposez d'ouvrages ou d'articles de référence ou si vous connaissez des sites web de qualité traitant du thème abordé ici, merci de compléter l'article en donnant les références utiles à sa vérifiabilité et en les liant à la section « Notes et références ».
Navigation
Tarragone 2018
Les compétitions de lutte des Jeux méditerranéens de 2022 ont lieu du 26 au 29 juin 2022 à Oran.

## Médaillés

### Lutte gréco-romaine Hommes
| Catégorie       | Or                     | Argent                   | Bronze                                                 |
| --------------- | ---------------------- | ------------------------ | ------------------------------------------------------ |
| Moins de 60 kg  | Kerem Kamal (TUR)      | Léo Tudezca (FRA)        | Haythem Mahmoud (EGY) Ruben Marvice (ITA)              |
| Moins de 67 kg  | Murat Firat (TUR)      | Ishak Ghaiou (ALG)       | Omar Abdelrahman (EGY) Gagik Snjoyan (FRA)             |
| Moins de 77 kg  | Viktor Nemes (SRB)     | Abd Elkrim Ouakali (ALG) | Antonio Kamenjašević (CRO) Georgios Prevolarakis (GRE) |
| Moins de 87 kg  | Bachir Sid Azara (ALG) | Mirco Minguizzi (ITA)    | Ali Cengiz (TUR) Noureldin Hassan (EGY)                |
| Moins de 130 kg | Osman Yildirim (TUR)   | Abdellatif Mohamed (EGY) | Amine Guennichi (TUN)                                  |

### Lutte libre Hommes
| Catégorie       | Or                            | Argent                 | Bronze                                        |
| --------------- | ----------------------------- | ---------------------- | --------------------------------------------- |
| Moins de 57 kg  | Muhammed Karavus (TUR)        | Levan Metreseli (ESP)  | Studd Obispado Morris (ITA)                   |
| Moins de 65 kg  | Zelimkan Abakarov (ALB)       | Yehia Hafez (EGY)      | Stevan Micic (SRB) Vladimir Egorov (MKD)      |
| Moins de 74 kg  | Amr Hussen (EGY)              | Samet Ak (TUR)         | Malik Michael Amine (SMR) Islam Dudaev (ALB)  |
| Moins de 86 kg  | Myles Nazem Amine (SMR)       | Fatih Erdin (TUR)      | Choiras Charalambos (CYP) Akhmed Aibuev (FRA) |
| Moins de 97 kg  | Magomedgadji Nurov (MKD)      | Feyzullah Azturk (TUR) | Mohamed Saadaoui (TUN)                        |
| Moins de 125 kg | Magomedgadzhi Nurasulov (SRB) | Abraham Conyedo (ITA)  | Salim Ercan (TUR) Youssif Hemida (EGY)        |

### Lutte féminine
| Catégorie      | Or                         | Argent                | Bronze                                          |
| -------------- | -------------------------- | --------------------- | ----------------------------------------------- |
| Moins de 50 kg | Evin Yavuz (TUR)           | Julie Sabatié (FRA)   | Sarra Hamdi (TUN)                               |
| Moins de 53 kg | Maria Prevolaraki (GRE)    | Zeynep Yetgil (TUR)   | Marina Rueda Flores (ESP) Shaimaa Mohamed (EGY) |
| Moins de 57 kg | Bediha Gün (TUR)           | Siwar Bousetta (TUN)  | Tatiana Salah (FRA)                             |
| Moins de 62 kg | Marwa Amri (TUN)           | Améline Douarre (FRA) | Lydia Pérez (ESP)                               |
| Moins de 68 kg | Pauline Lecarpentier (FRA) | Buse Tosun (TUR)      | Dalma Caneva (ITA)                              |
| Moins de 76 kg | Yasemin Adar (TUR)         | Enrica Rinaldi (ITA)  | Samar Amer (EGY) Kendra Dacher (FRA)            |